# Wierzchucin (stacja kolejowa)
Wierzchucin – stacja kolejowa w Wierzchucinie, w gminie Cekcyn, w powiecie tucholskim, w województwie kujawsko-pomorskim. Według klasyfikacji PKP ma kategorię dworca lokalnego.

## Ruch pasażerski
| Rok  | Wymiana pasażerska na dobę |
| ---- | -------------------------- |
| 2017 | 150-199                    |
| 2022 | 150-199                    |

## Połączenia
Ze stacji Wierzchucin odjeżdżają pociągi regionalne przewoźnika Arriva do stacji:
• Bydgoszcz Główna
• Tuchola
• Chojnice
• Laskowice Pomorskie
• Szlachta
• Czersk
• Grudziądz
• Kościerzyna (w okresie wakacyjnym; w soboty i niedziele; relacja: Bydgoszcz Główna-Kościerzyna)
• Toruń Główny (w okresie wakacyjnym; w niedziele; relacja: Kościerzyna-Toruń Główny)